# Gemma Humet
Gemma Humet Alsius (Terrassa, 19 de novembre de 1988) és una cantant i pianista catalana. És neboda del cantant Joan Baptista Humet i cosina prima de Ramon Humet.

## Biografia
Té estudis de cant jazz a l'Escola Superior de Música de Catalunya (ESMUC). L'abril de 2015 va treure el seu primer disc, Si canto enrere, sota el segell discogràfic Satélite K i produït pel guitarrista Pau Figueres, amb qui col·labora des de fa anys, i va ser molt ben rebut per la crítica. Habitualment col·labora amb Toti Soler formant part dels espectacles Liebeslied, U, set, u, quatre: segar i batre o L'Ovidi, poema sense acabar (homenatge al desaparegut Ovidi Montllor, juntament amb l'actor Joan Massotkleiner) i gravant cançons en els últims discs d'aquest ("Raó de viure", "El teu nom" i "El temps que s'atura"). També és coneguda per la seva col·laboració amb el també guitarrista Toni Xuclà, amb qui ha presentat per sales i auditoris de tot Catalunya el disc Espriu, amb música ho escoltaries potser millor, en el qual la cantant va posar veu a dos poemes musicats de Salvador Espriu, el conegut "Aquesta pau és meva" i "A la vora del mar".
L'any 2013 va participar en l'acte institucional de la Diada Nacional de Catalunya al parc de la Ciutadella cantant "Sonet", poema de Bartomeu Rosselló Porcel musicat per Maria del Mar Bonet. El 2015, juntament a Mercè Martínez, Pemi Fortuny, Albert Guinovart i el Cor jove de l'Orfeó Català, va cantar a l'escenari oficial de la Via lliure de l'11 de setembre a l'avinguda de la Meridiana de Barcelona la cançó "Venim del nord, venim del sud", de Lluís Llach, en el moment en què el punter s'encaixava a l'escenari. El 2020 va participar en la interpretació d'una versió de la cançó Un núvol blanc, de Lluís Llach, per recaptar diners per lluitar contra la pandèmia de la covid-19.

## Discografia
- Si canto enrere (2015)
- Encara (2017)
- Màtria (2020)[8]
- Rere tot aquest fum (2022)